# Heliconius sara apseudes
Heliconius sara apseudes é uma subespécie de inseto, uma borboleta neotropical da família Nymphalidae e subfamília Heliconiinae. É endêmica da região de floresta tropical e subtropical úmida atlântica do nordeste, sudeste e sul do Brasil, entre Pernambuco e o Rio Grande do Sul, chegando a sua distribuição geográfica até a Argentina. No Brasil, ela pode receber a denominação vernácula de crista-de-galo, tendo sido classificada por Jakob Hübner, com a denominação de Nerëis apseudes, no ano de 1813.

## Heliconius sara
Heliconius sara apseudes é uma das variações, ou subespécies, de Heliconius sara (Fabricius, 1793), uma espécie que habita a América Central e do Sul, do México até a Argentina, e que inclui uma variedade de variantes geográficas. A maioria das suas diferenças morfológicas relaciona-se com a forma da faixa próxima ao ápice da asa anterior, que varia de quase redonda a uma barra estreita. Para o não especialista, Heliconius sara se assemelha muito com Heliconius wallacei, uma espécie envolvida em padrões de mimetismo mülleriano com sara na maior parte de sua região de ocorrência.

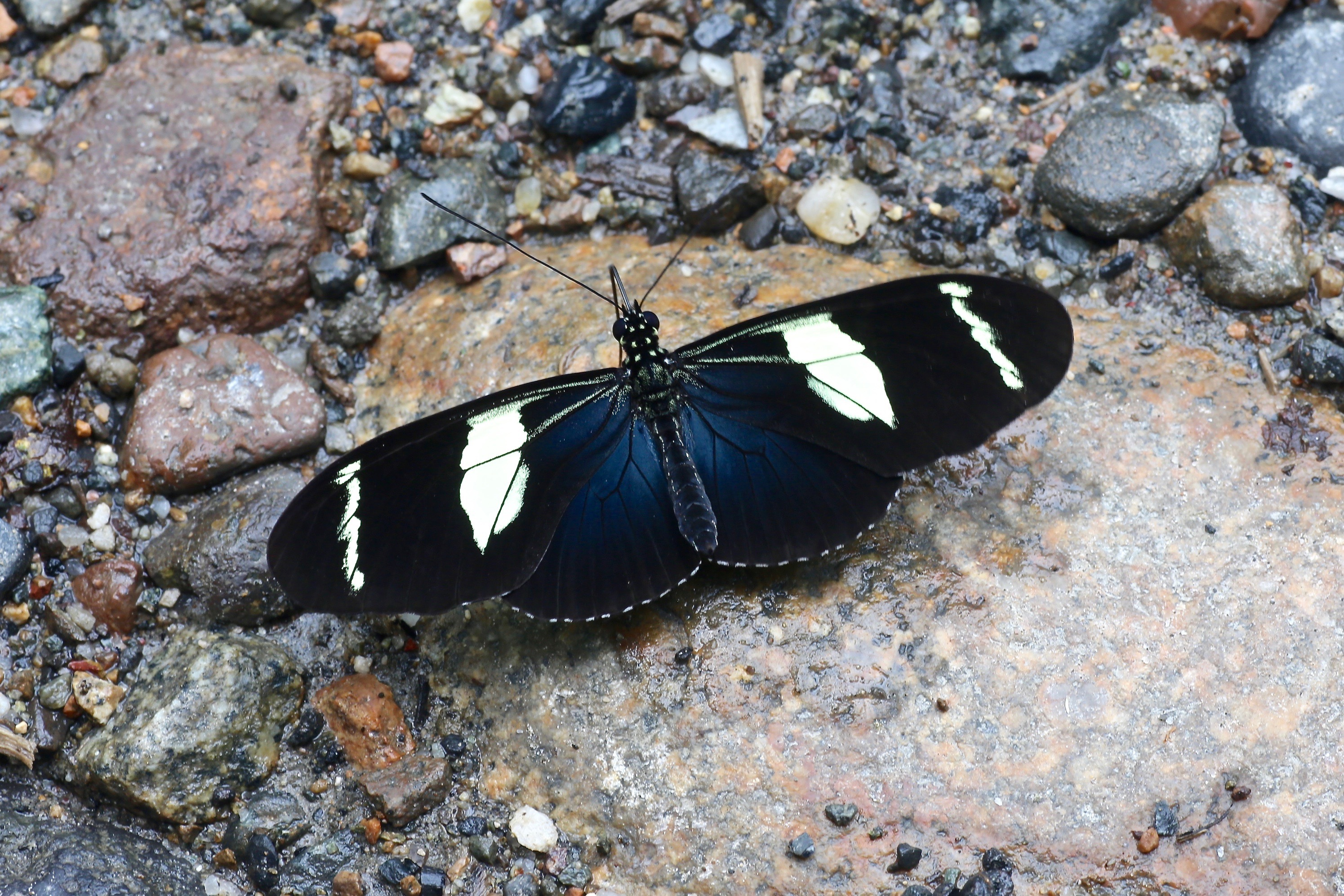
Fotografia da espécie Heliconius wallacei, cuja padronagem em azul é similar à de Heliconius sara.

## Hábitos e habitat
Esta borboleta geralmente voa lentamente e a uma altura baixa, em habitats de beira de floresta como clareiras e trilhas, vegetação de restinga e praias; porém, é também comum em vários tipos de ambientes antrópicos como jardins e parques de cidades, onde procuram o néctar de flores. Os adultos dormem durante a noite em grupos empoleirados de até cem indivíduos. Sua longevidade é de aproximadamente seis meses.

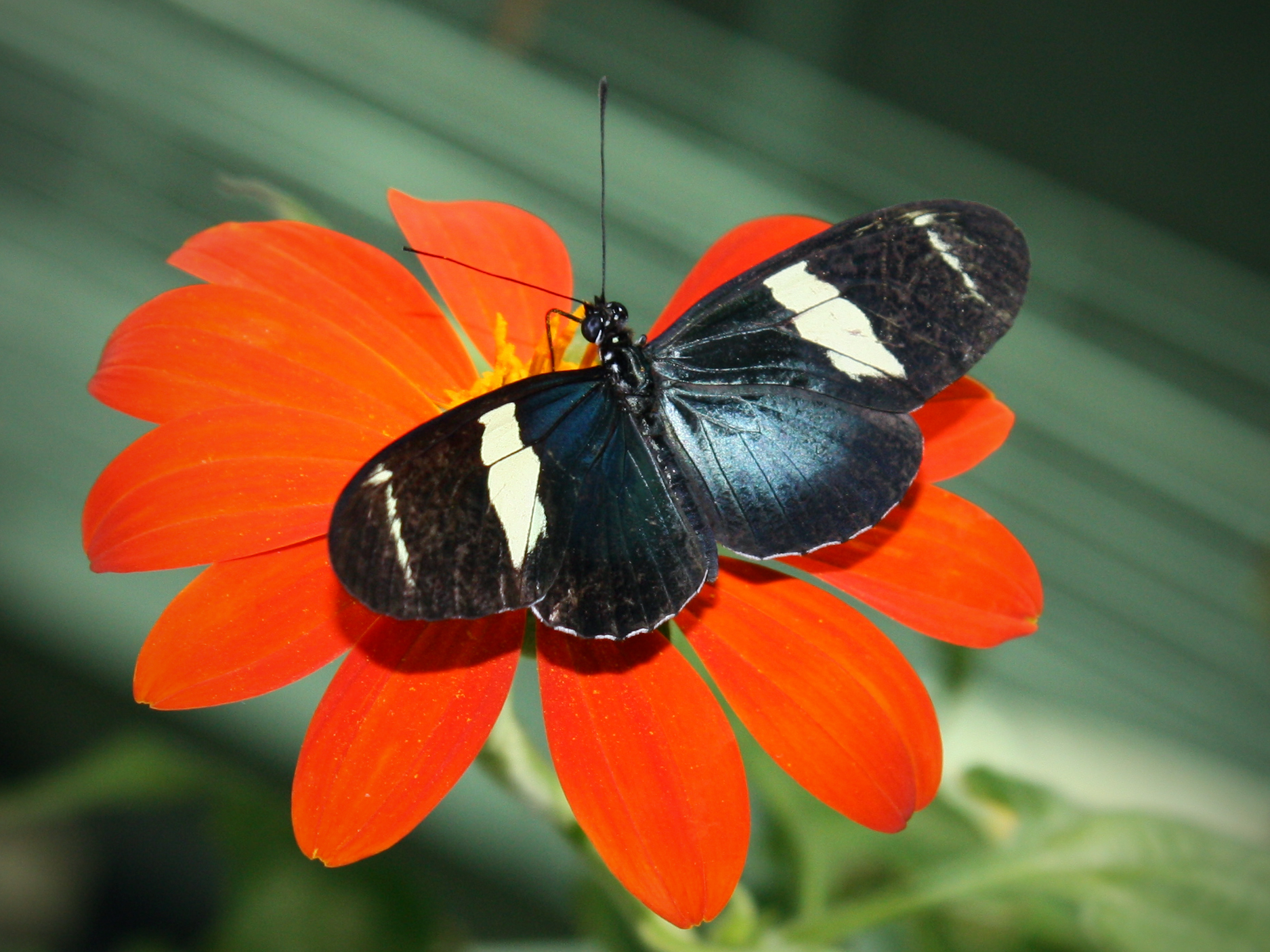
Fotografia de H. sara em inflorescência de Asteraceae, vista superior.

## Aposematismo e mimetismo
Suas lagartas, gregárias, se alimentam de plantas do gênero Passiflora (família Passifloraceae). São evitadas por predadores devido às substâncias tóxicas que assimilam de sua planta-alimento. Os adultos também são evitados, apresentando suas asas moderadamente longas e estreitas, de coloração predominante em negro aveludado, vistas por cima, com a presença de uma mancha azulada cintilante nas asas anteriores e posteriores, próxima ao corpo do inseto, e duas faixas transversais amareladas em suas asas anteriores, com a mais estreita próxima ao ápice da asa. Seus indivíduos podem atingir até pouco mais de sete centímetros de envergadura. Vista por baixo ela possui uma série de pontuações avermelhadas e enfileiradas em suas asas posteriores. Outras espécies e subespécies as mimetizam na bacia do rio Amazonas, como Heliconius sara sara, e na região do Pantanal, como Heliconius wallacei flavescens, tornando a correta identificação mais criteriosa.

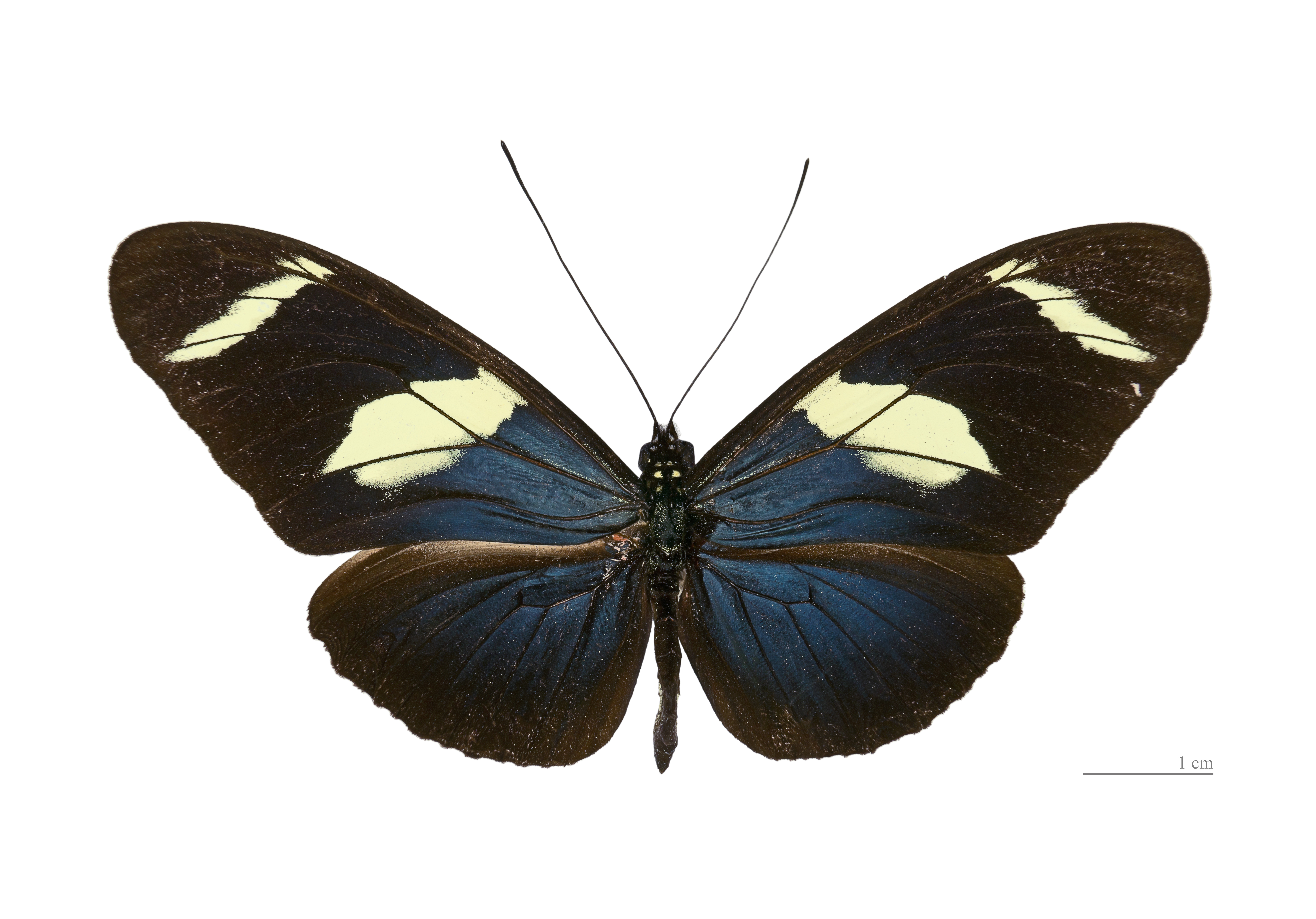
Fotografia de espécime de H. wallacei, subespécie flavescens, vista superior. Uma espécie da região centro-oeste do Brasil.
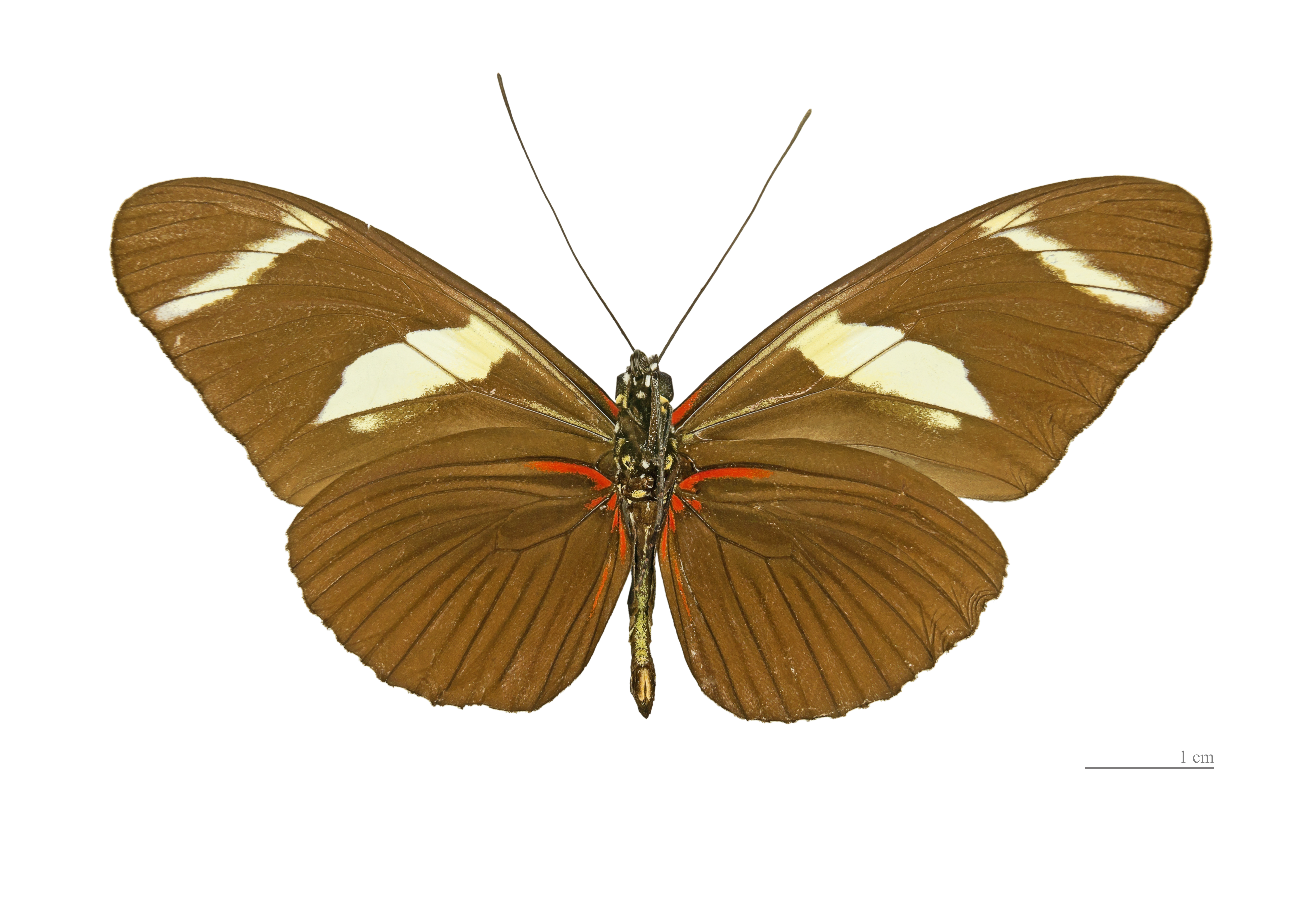
Fotografia de espécime de H. wallacei, subespécie flavescens, vista inferior.